# CT Большой Медведицы
CT Большой Медведицы (лат. CT Ursae Majoris) — одиночная переменная звезда в созвездии Большой Медведицы на расстоянии приблизительно 1940 световых лет (около 595 парсеков) от Солнца. Видимая звёздная величина звезды — от +10,9m до +10,5m.

## Характеристики
CT Большой Медведицы — красная пульсирующая медленная неправильная переменная звезда (LB) спектрального класса M6.